# Clytie obsoleta
Clytie obsoleta là một loài bướm đêm trong họ Erebidae.